# Hrabstwo Martin (Indiana)

Piramida wieku hrabstwa

Hrabstwo Martin (ang. Martin County) – hrabstwo w stanie Indiana w Stanach Zjednoczonych.

## Geografia
Według spisu z 2010 roku obszar całkowity hrabstwa obejmuje powierzchnię 340,41 mili2 (881,66 km²), z czego 335,74 mili2 (869,56 km²) stanowią lądy, a 4,67 mili2 (12,1 km²) stanowią wody. Według szacunków United States Census Bureau w roku 2012 miało 10 260 mieszkańców. Jego siedzibą administracyjną jest Shoals.

### Miasta
- Crane
- Loogootee
- Shoals

### CDP
- Burns City
- Dover Hill